# Aérodrome d'Albertville
L’aérodrome d’Albertville - Général Pierre Delachenal (code OACI : LFKA) est un aérodrome agréé à usage restreint, situé en France sur les communes de Tournon et Frontenex à 7 km au sud-ouest d’Albertville, dans le département de la Savoie en région Auvergne-Rhône-Alpes.
Aérodrome à activité principale récréative et de loisirs, son activité était principalement la pratique d’activités de loisirs et de tourisme (aviation légère).  
Présence d’hélicoptères à des fins de maintenance, afin d’assurer une disponibilité optimale des moyens de secours aériens (SAMU, secours montagne).  

## Histoire
Après avoir utilisé pendant 10 ans une piste en herbe à Sainte-Hélène-sur-Isère un peu au sud, l'Aéroclub d'Albertville ouvrit le terrain actuel de Tournon en 1972. La piste en herbe fut bitumée à l'occasion des Jeux olympiques d'Albertville en 1992.
En 2018, il est nommé en hommage au Général Pierre Delachenal, fondateur de la patrouille de France, et président d'honneur de l'aéro-club.

## Installations
L’aérodrome dispose d’une piste bitumée orientée nord-est - sud-ouest dans l'axe de la vallée (05/23), longue de 800 mètres et large de 21.
L’aérodrome n’est pas contrôlé. Les communications s’effectuent en auto-information sur la fréquence de 123,500 MHz.
S’y ajoutent :
- des hangars ;
- une station d’avitaillement en carburant (100LL et Jet A1) ;
- un restaurant[4].

## Activités

### Loisirs et tourisme
- Aéro-club d’Albertville
- ULM Savoie Grand Arc (site web)

### Sociétés implantées
- Groupe SAF Aerogroup (société financière - activités hélicoptères)